# Никольский монастырь (Балас)
Никольский монастырь (греч. Μονή Αγίου Νικολάου Μπάλα; известен также как Старый монастырь греч. Παλαιομονάστηρο) — православный монастырь Патрской митрополии Элладской православной церкви близ деревни Балас в 8 км к северо-востоку от Патр в Греции.

## История
Монастырь был основан в конце VI века — начале VII века у подножия горы Паначайкос, на высоте 500 метров над уровнем моря.
За свою историю обитель много раз разрушалась. Мраморная плита на северной внешней стороне собора рассказывает о восстановлении монастыря в 1693 году.
В 1943 году в монастыре нашли приют изгнанные из своей обители монахи монастыря Панагия Гирокомитисса.